# Sphenomorphus darlingtoni
Espèce
Synonymes
- Tropidophorus darlingtoni Loveridge, 1945

Sphenomorphus darlingtoni est une espèce de sauriens de la famille des Scincidae.

## Répartition
Cette espèce est endémique de Papouasie-Nouvelle-Guinée.

## Étymologie
Cette espèce est nommée en l'honneur de Philip Jackson Darlington Jr. (1904–1983).

## Publication originale
- Loveridge, 1945 : New scincid lizards of the genera Tropidophorus and Lygosoma from New Guinea. Proceedings of the Biological Society of Washington, vol. 58, p. 47-52 (texte intégral).